# レークイレ
レークイレ（イタリア語: Lequile）は、イタリア共和国プッリャ州レッチェ県にある、人口約8,600人の基礎自治体（コムーネ）。

## 地理

### 位置・広がり

#### 隣接コムーネ
隣接するコムーネは以下の通り。
- コペルティーノ
- ガラティーナ
- レッチェ
- モンテローニ・ディ・レッチェ
- サン・チェザーリオ・ディ・レッチェ
- サン・ドナート・ディ・レッチェ
- サン・ピエトロ・イン・ラーマ
- ソレート